# ألبرت مارت
ألبرت مارت (بالألمانية: Albert Marth) تاريخ الميلاد 5 مايو 1828 - تاريخ الوفاة 6 أغسطس 1897 عالم فلك ألماني، عمل في إيطاليا وايرلندا.
وعمل في مالطا كمساعد لويليام لاسيل تاجر وعالم فلك إنكليزي، وأسفرت أعمالهم عن اكتشاف 600 سديم. والعديد من الكويكبات ومن اكتشافاته مجرة إن جي سي 3.